# 志国土佐 時代の夜明けのものがたり
志国土佐 時代の夜明けのものがたり（しこくとさ ときのよあけのものがたり）は、四国旅客鉄道（JR四国）が高知駅 - 窪川駅間を土讃線経由で運行している臨時特急列車（観光列車）である。特急の列車愛称としては日本で最も長い。

## 概要
伊予灘ものがたり、四国まんなか千年ものがたりに続く、JR四国の観光用「ものがたり列車」の第3弾として2019年2月5日に発表。2020年7月4日より運行している。
運行区間の高知駅 - 窪川駅間では2017年から2019年まで、現在の高知県を江戸時代に統治した土佐藩が輩出した幕末維新の志士がラッピングされたトロッコ列車「志国高知幕末維新号」が運転されていた。「志国土佐 時代の夜明けのものがたり」は「志をつなぐ、明日への ものがたり ミライ夢ミシ水平ノカナタヘ」をコンセプトに、幕末維新号に引き続き坂本龍馬や中岡慎太郎ら土佐の幕末維新の志士と偉人を支えた女性が活躍した歴史、四国山地と太平洋に囲まれたスケールの大きな高知の自然、土佐流おもてなしを体感できる列車である。
車内では他の「ものがたり列車」と同様に、地元食材を使用した食事の提供、専属アテンダントや沿線住民によるおもてなしを受けられる。特に日下駅や須崎駅で行われるおもてなしは名高く、各種メディアに取り上げられることも少なくない。また、幕末維新号に引き続いて特定日のみ高知県立伊野商業高等学校キャリアビジネス科ツーリズムコースの生徒等による沿線ガイドも実施している。
2022年12月時点の延べ利用者数は約2万4000人となっている。

## 運行状況
金曜・土曜・日曜と祝日に高知駅 - 窪川駅間で1往復運行されている。高知駅発の下り列車の愛称は「立志の抄（りっしのしょう）」、窪川駅発の上り列車の愛称は「開花の抄（かいかのしょう）」である。車内での食事は、幕末維新号の弁当も担当していた料理店による伝統郷土料理「皿鉢」風創作料理（下り）、運転沿線地域の逸品を使用した土佐流おもてなしコース料理（上り）が販売される。ほかに、2号車カウンターでの軽食・ドリンク、グッズ販売のほか、ワゴンによる車内販売も行わている。カウンター、車内販売では現金のほか電子マネーであるPayPayも利用可能（ただし土佐久礼駅 - 窪川駅間は山間部を走行するため電波が届きにくいため使用不可。同区間は現金のみ）。食事サービスがあるため、本列車については食品やペット（動物）の持ち込みは禁止されている（水やお茶程度の飲料は可能）。
特急列車、かつ全席がグリーン車指定席となっているため、利用には高知駅から土佐久礼駅または窪川駅までの乗車券のほか、特急券・指定席グリーン券が必要。なお、2025年4月1日以降はバースデイきっぷ（グリーン車用）・四国グリーン紀行での利用ができなくなった（乗車券部分のみ有効。乗車の際は、特急料金とグリーン料金が別途必要となる）。
乗車の際には食事もセットで申し込んでもらうことを前提としているため、他の「ものがたり列車」と同様に特急券・グリーン券はe5489、えきねっとといったインターネットサイトでは取り扱っておらず、特急券・グリーン券の購入はJR四国・JR西日本・JR九州（一部の駅のみ）のみどりの窓口及びJR東海（一部の駅のみ）のJR全線きっぷうりばとオペレーターとの対話機能が付いた指定席券売機（名称は各社により異なる）のほか、ワーププラザなど一部の旅行代理店でのみ取り扱っている。また、リアルタイムでの空席状況の確認も同様にみどりの窓口などで直接確認する必要があるが、大まかな空席状況であれば公式サイト（2〜3日おきに更新）でも確認することが可能である。
食事予約券は乗車日の4日前または10日前までに事前に申し込む必要がある。予約券はJR四国管内のみどりの窓口と一部の大手旅行代理店で発売するほか、JR四国の旅の予約センター（電話かFAXで申し込み、料金は銀行振込または現金書留による郵送により支払い）、JR四国ツアー（クレジットカード決済またはコンビニストア決済）、観光ナビ「tabiwa by WESTER」（デジタルチケット。クレジットカード決済）でも発売している。

### 停車駅
高知駅 - 土佐久礼駅 - 窪川駅
ほかに、以下の駅でも運転停車を行う。駅によってはホームに下りることも可能で、地元特産品の販売が行われることもある。
- 立志の抄：朝倉駅、伊野駅、日下駅、西佐川駅、須崎駅、安和駅、影野駅。
- 開花の抄：安和駅、須崎駅、佐川駅、西佐川駅、伊野駅、朝倉駅、旭駅。

### 定期運転区間以外
2021年10月から12月までの四国デスティネーションキャンペーン期間中に、初めて定期運転区間外の高知駅 - 土佐くろしお鉄道ごめん・なはり線・奈半利駅間で運転された。運転日は原則毎週金曜日。この時は「旅行商品」（団体専用列車）としての販売であったため、みどりの窓口では購入できなかった。列車名は高知発が「煌海（こうかい / きらめき）の抄」、奈半利発が「雄飛（ゆうひ）の抄」。この運行が好評であったため、ごめん・なはり線での運転は2022年以降も期間を限定して（主に毎年4月から6月）金曜日のみ行われており、また他の曜日と同様に乗車券のほか、みどりの窓口にて特急券・グリーン券の購入で乗車が可能となっている。
停車駅
高知駅 - 安芸駅 - 奈半利駅
安芸駅では一時的な降車が可能であり、駅周辺を散策することも可能（浜辺では地元のガイドによる説明もあり）。ただし、奈半利駅発「雄飛の抄」は安芸駅からの乗車はできない。

### 使用車両
キハ185系気動車を改造した2両編成が使用される。1号車の愛称は「KUROFUNE（クロフネ）」、2号車の愛称は「SORAFUNE（ソラフネ）」である。デザインのコンセプトは「文明開化ロマンティシズム」で、ヘッドマークは「船の舵」、坂本家の家紋を模した「組あい角」、時代を刻む「時計」をモチーフとした太陽を表わすデザインとなっている。車内インテリアのデザインは、「KUROFUNE」は大海を行く蒸気船をモチーフに19世紀末芸術をイメージしたデザイン、「SORAFUNE」は未来への夢をコンセプトにしたレトロSF小説で描かれる空想科学上の宇宙船をイメージしてデザインとなっている。
定員は1号車「KUROFUNE」28名、2号車「SORAFUNE」19名、合計47名である。1号車は土佐弁で宴会を意味する言葉「おきゃく」をイメージした対面座席となっており、3名から4名で利用できるBOX席と、1名で利用でき誰とでも交流することのできる「高知家の団らんシート」がある。2号車は全席が窓向きの座席レイアウトとし、1名から利用できる。
編成
↑窪川駅
- 1号車：キロ185-1867（←キハ185-1015）
- 2号車：キロ185-1868（←キハ185-25）

改造とともに高知運転所に転属している。

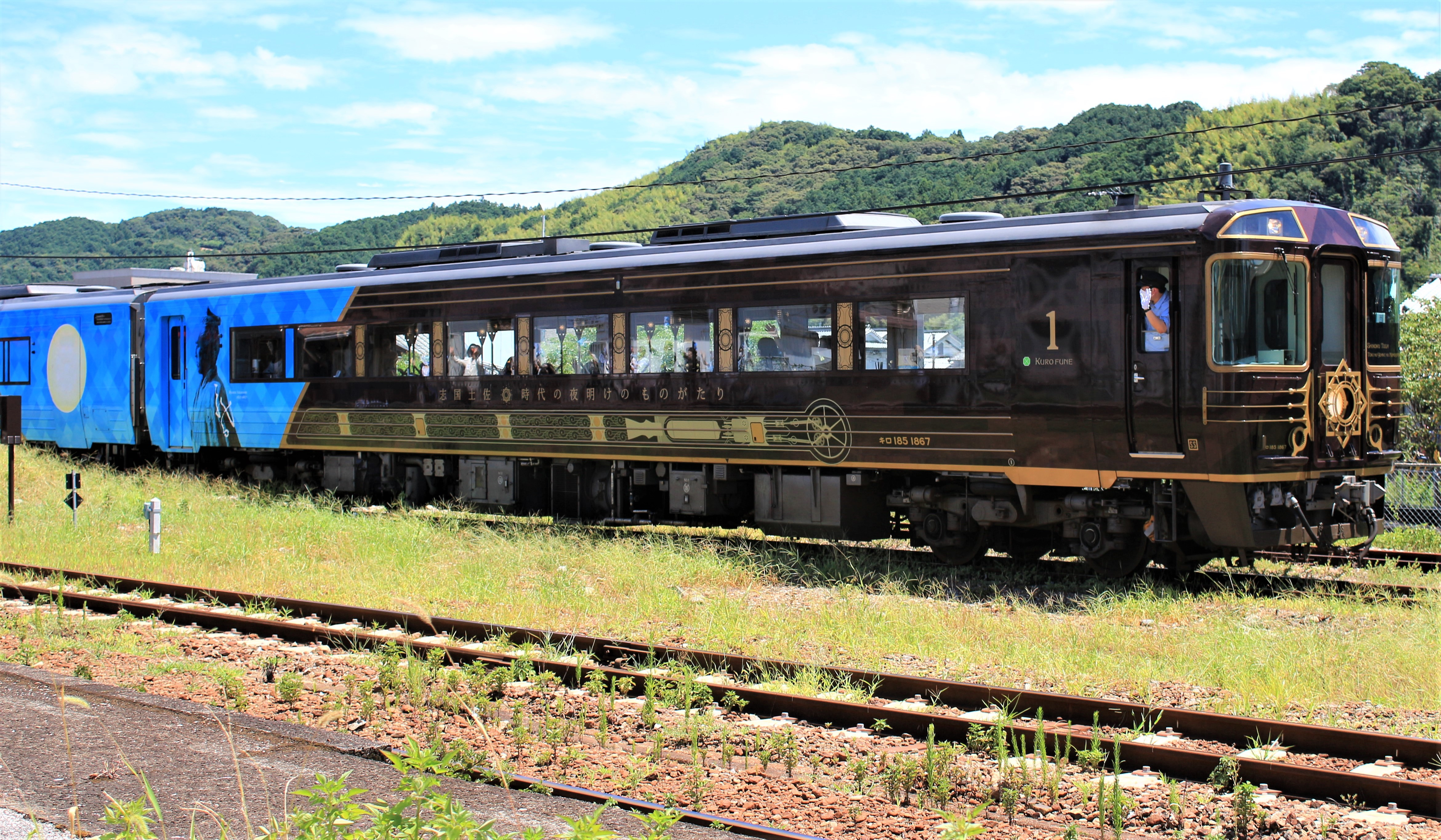
1号車「KUROFUNE」 （キロ185-1867） （2021年8月7日 伊野駅）
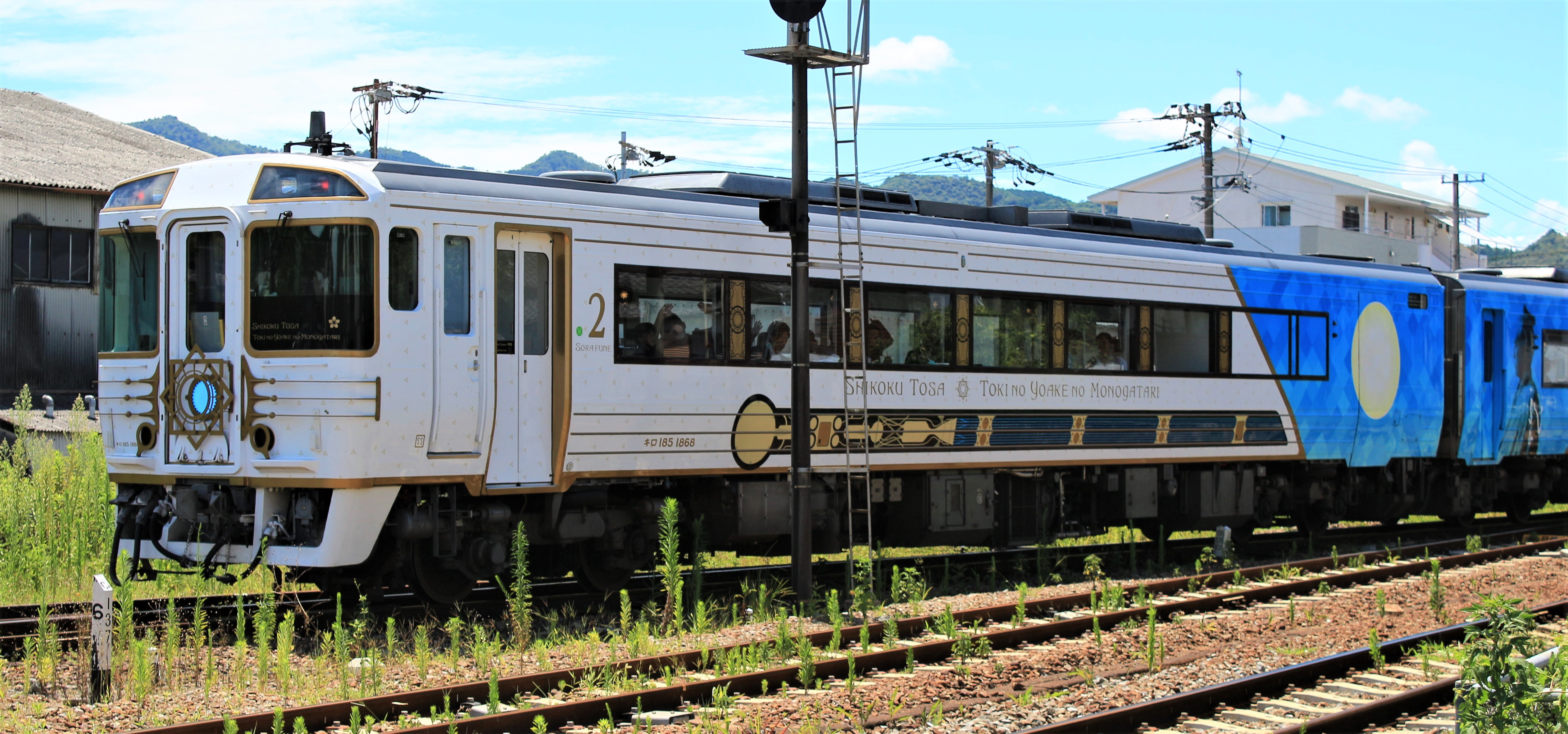
2号車「SORAFUNE」 （キロ186-1868） （2021年8月7日 伊野駅）